# Hold That Woman!
Hold That Woman! ist eine US-amerikanische Filmkomödie aus dem Jahr 1940. Regie führte Sam Newfield nach einem Drehbuch von George Bricker. Die Hauptrollen spielten James Dunn und Frances Gifford.

## Handlung
Jimmy Parker ist ein „Skip Tracer“, also jemand, der beruflich säumige Zahler von gekauften Waren sucht und die betroffenen Waren beschlagnahmt. Allerdings ist Jimmy nicht sehr erfolgreich in diesem Beruf. In einem Treffen mit seinem Chef und dem erfolgreichsten Angestellten der Firma, Miles Hanover, wird er aufgefordert, noch am selben Abend ein Radio zu beschlagnahmen, und zwar bei Lulu Driscoll, die sich schon mehrfach solchen Versuchen widersetzt hat. Allerdings hat Jimmy bereits einen Abend mit seiner Verlobten, Mary Mulvany, eingeplant, also versucht er, diese Aufgabe zu erledigen während Mary im Auto wartet. Lulu wehrt sich auch dieses Mal, und Jimmy muss wegen seines forschen Vorgehens die Nacht im Gefängnis verbringen, genauso wie Mary. Lulu benutzt das betreffende Radio als Versteck für die Diamanten, die ihr Freund Steve Brady der bekannten Schauspielerin Corinne Hill gestohlen hat und für die eine Belohnung von 10.000 Dollar ausgesetzt ist.
Corinne Hill, die Brady als ihren Verlobten ansieht, und ihr Berater John Lawrence erfahren am nächsten Morgen, dass Brady der Dieb war und Gangsterboss Duke Jurgens in die Sache involviert ist. Da Hill dies die Öffentlichkeit nicht wissen lassen will wendet sich Lawrence an Jimmys Chef. Er erhöht die Belohnung um 5000 Dollar, falls die Sache ohne die Polizei erledigt wird. Hanover wird mit dem Fall beauftragt. Jimmy kommt vor den Haftrichter, der die Anklage ablehnt, weil Lulu nicht erschienen ist. Jimmy macht sich sofort wieder auf die Suche nach dem Radio, wird aber von einem Kollegen gebeten, dabei auch auf ein Auto zu achten, das dieser beschlagnahmen soll. Da Lulu inzwischen ihre Wohnung aufgelöst hat sucht Jimmy mit Mary nach ihr. Während dieser Suche heiraten die beiden. Sie suchen sich auch eine gemeinsame Wohnung und besorgen die Möbel dafür.
Inzwischen sind Jurgens und seine Bande bei Lulu eingetroffen und suchen die Diamanten. Sie hatten von Brady, den sie bei einem Fluchtversuch erwischt haben, erfahren, dass Lulu die Steine hat. Hanover hatte das alles beobachtet und Hill und Lawrence dorthin bestellt. Die Band hat alle drei überwältigt. Zudem hat sie auch Lulu und Brady gefesselt in den Kofferraum eines gestohlenen Autos gelegt. Als auch noch Jimmy ihn bei der Suche unterbricht, aber nur das Radio haben will, gibt Jurgens es ihm. Jimmy findet die Diamanten darin und danach auch das Auto, auf das er achten sollte. Also schickt er Mary mit seinem Wagen vor und folgt ihr in diesem Wagen. Die Gangster verfolgen ihn, weil das der Wagen ist, in dem Lulu und Brady liegen. Als sie Jimmy nach einer Verfolgungsjagd stellen werden alle von den Polizisten überwältigt, die sie wegen des Brechens mehrerer Verkehrsregel verfolgt hat. Jimmy klärt die Sache auf und wird von seinem erfreuten Chef zum Vorsitzenden einer neuen Tochterfirma gemacht. Als er mit Mary endlich in seiner Wohnung ankommt, fehlen die Möbel; sie wurden von seiner Firma beschlagnahmt, weil die Vorbesitzerin sie nicht vollständig bezahlt hatte.

## Produktion
Die Produktion von Skip Tracer, wie der Film ursprünglich hieß, begann am 22. Mai 1940 und war am 8. Juni bereits beendet. Die Produktionsfirma war Sigmund Neufeld Productions.
Die beiden Hauptdarsteller, James Dunn und Frances Gifford waren zur Zeit der Dreharbeiten miteinander verheiratet. Für Rita La Roy war Hold That Woman! der letzte Film ihrer Karriere. Der Ausstatter des Films war Ernest Graber.
Hold That Woman! wurde am 28. Juni 1940 uraufgeführt. Der Film wurde von der PRC vertrieben.

## Kritiken
In vielen zeitgenössischen Filmzeitungen wird Hold That Woman! zumeist als leichte Unterhaltung mit einigen Lachern beurteilt, manche loben zudem James Dunn, Frances Gifford und die Schauspieler in den Nebenrollen. Obwohl er nicht viel gekostet habe, so die Variety, sei der Film eine fragwürdige Investition. Man könne dem Film jeden Versuch zu sparen ansehen, besonders den billigen Sets und der armseligen Kamera. Auch James Dunn wird scharf kritisiert. Seine Schauspielerei, die einst erfolgreich gewesen sei, verliere zunehmend ihren Effekt und sei mit den Jahren ermüdend geworden. Lediglich Frances Gifford wird positiv bewertet.
In späteren Jahren scheint Hold That Woman! außerhalb von Blogs nur sehr wenig rezipiert worden zu sein. So gibt weder Rotten Tomatoes noch die Internet Movie Database auch nur eine Kritik an (Stand: Juni 2018).